# فنجاني شمعي
فنجاني شمعي (الاسم العلمي: Peziza cerea) هو نوع من الفطريات يتبع جنس الفنجاني من فصيلة الفنجانية.